# Phryxe basalis
Phryxe basalis là một loài ruồi trong họ Tachinidae.